# Cal Ton de la Carme
Cal Ton de la Carme és una obra de Sant Cugat Sesgarrigues (Alt Penedès) inclosa a l'Inventari del Patrimoni Arquitectònic de Catalunya.

## Descripció
Casa entre mitgeres formada per dos cossos de diferent alçada. El cos principal té planta baixa i dos pisos, mentre que el cos adossat només compta amb un pis d'alçada. Ambdós cossos tenen teulada a doble vessant amb el carener paral·lel a la façana principal.
L'element més interessant és el gran portal d'accés, emplaçat al cos principal i en part tallat pel balcó que s'obre al primer pis, damunt d'ell. El portal és estructurat per un arc de mig punt de dovelles força grans i brancals de carreus. Al costat de la porta, corresponent al cos adossat, s'obre una finestra estructurada amb carreus de pedra i una petita obertura a la part baixa, prop de terra. Les obertures del primer pis (balcó i finestra) compten amb llindes rebaixades a manera de motllures força interessants. La paret és totalment arrebossada, salvant-ne únicament les dovelles de la porta i els carreus de la finestra.